# Порт Джибути
Порт Джибути — порт в городе Джибути, столице государства Джибути. Стратегически расположен на перекрёстке одного из самых оживлённых морских маршрутов в мире, связывающего Европу, Дальний Восток, полуостров Сомали и Персидский залив. Порт служит ключевым центром заправки и перевалки, и является основным морским пунктом для импорта и экспорта из соседней Эфиопии.

## Эксплуатация

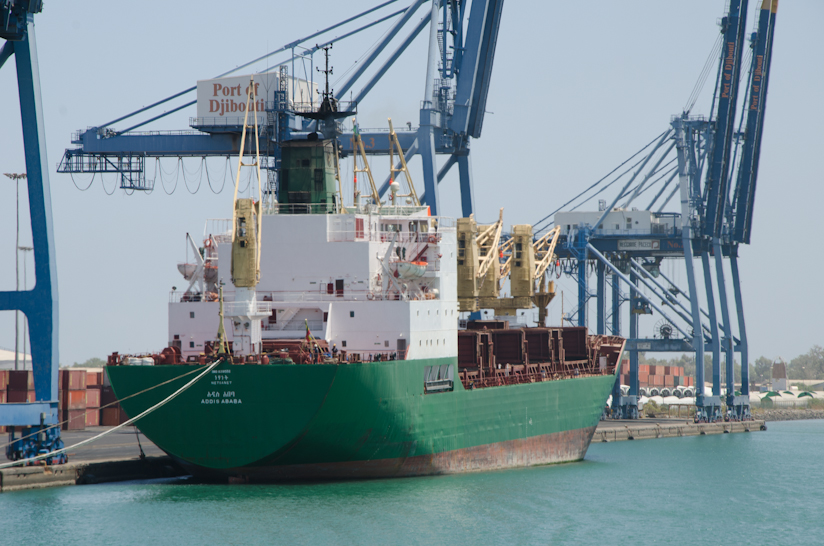

### Торговля с Эфиопией
Семьдесят процентов грузов в порту отправляется в Эфиопию или из неё, что составляет более 95 % внешней торговли Эфиопии. Порт утратил прямой контакт с Эфиопией, когда была заброшена железная дорога Эфио-Джибути. Железная дорога Аддис-Абеба-Джибути, открытая в 2017 году, ведёт к соседнему порту Доралех.

### Иностранные флоты
Стратегическое расположение порта в Аденском заливе делает его важным военным форпостом для Великих держав. Несколько причалов в порту зарезервированы для использования ВМС США и ВМС Франции. Также порт Джибути используют ВМС КНР.

## История
История Джибути, как главного морского торгового пути между Востоком и Западом, насчитывает около 3500 лет. Это стратегическое место встречи между Северо-Восточной Африкой и Аравийским полуостровом. Красное море было точкой пересечения, которой пользовались египтяне, финикийцы, римляне, греки, византийцы, арабы, а затем европейцы, в поисках дороги специй. Его апогей пришёлся на открытие Суэцкого канала.
Порт развивался благодаря Эфиопии, не имеющей выхода к морю, которой береговая линия Джибути обеспечивала доступ к морю. В 1897 году начались работы по строительству франко-эфиопской эфиопско-джибутийской железной дороге, соединив столицу Эфиопии Аддис-Абебу с портом Джибути. Завершение строительства железной дороги, в 1917 году, значительно повлияло на развитие бизнеса в порту.

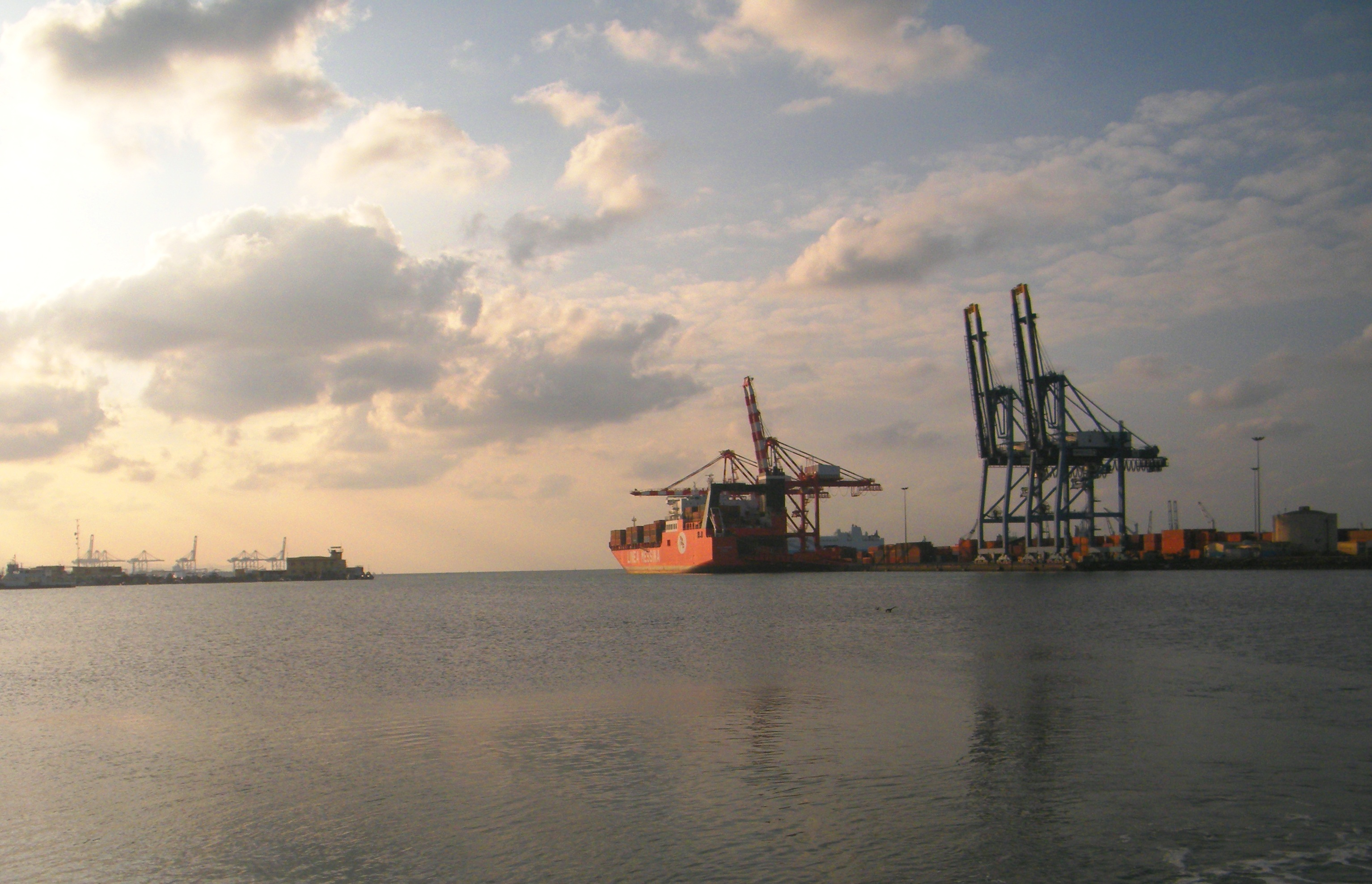

Развитие порта усилилось в период между 1948 и 1957 годами благодаря строительству четырёх глубоководных причалов и углублению каналов в порту. На суше были построены новые склады и хранилища нефти, проведено электричество и водоснабжение, проложены железнодорожные линии.
В 1952 году французская нефтяная компания Pétroles de Somalie (сейчас известная как Total S.A.) организовала бункеровку своего первого корабля, а в 1956 году в Джибути появилась компания Мобил.

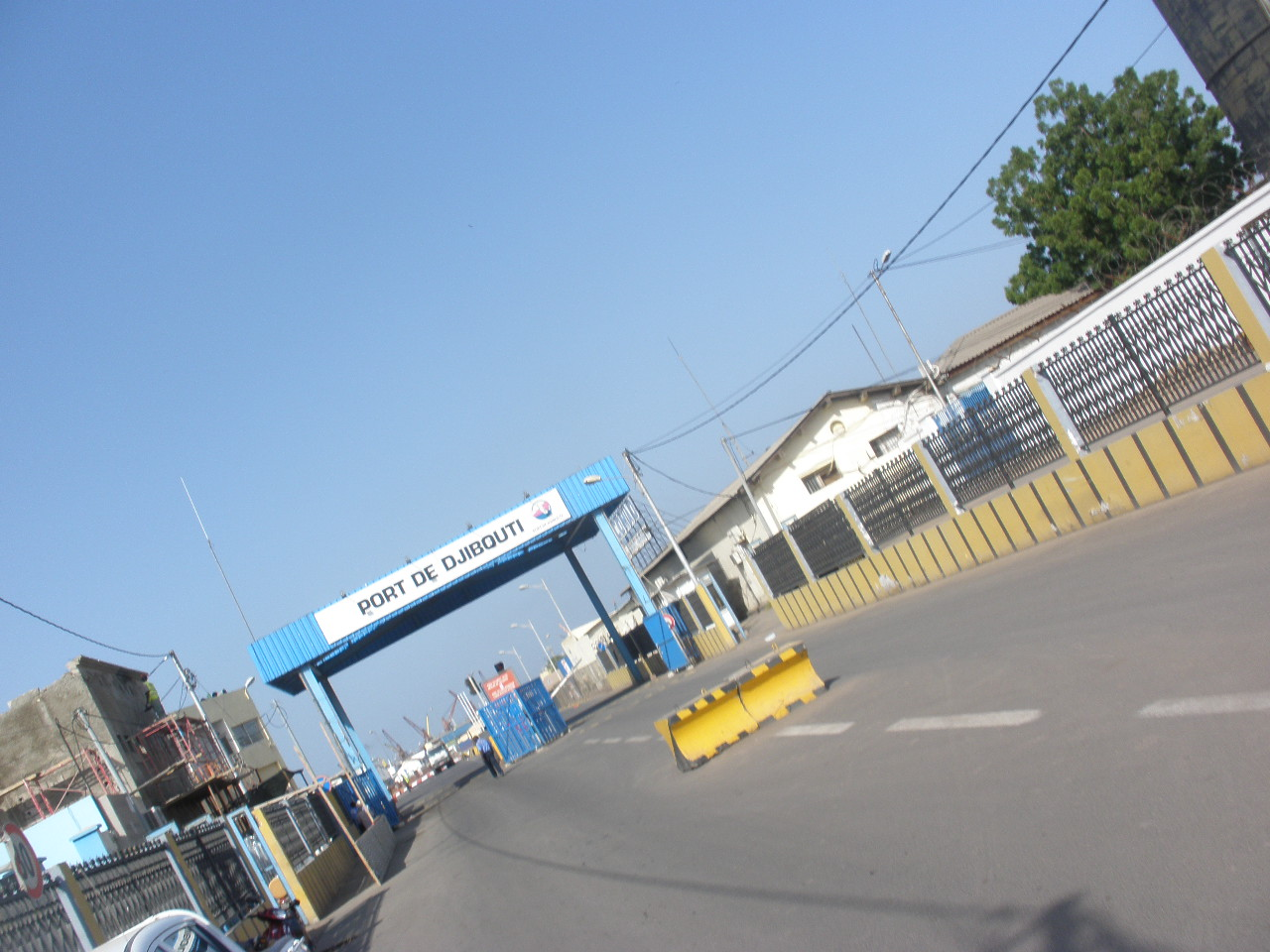

Между 1960 и 1970 годами портовая деятельность развивалась как часть международной сети морского обмена. Красное море стало одним из самых оживлённых морских путей в мире, и Джибути оказалась его станцией технического обслуживания. За десять лет, начиная с 1954 года, объём бункеровочных перевозок увеличился в четыре раза, достигнув пика в 1,8 миллиона тонн в 1965 году.
Стратегическое расположение Джибути позволило превратить порт в региональный центр в Красном море и Индийском океане, для Европы, Африки и Азии. Контейнеризация была определяющей концепцией этого нового периода развития, и первый современный контейнерный терминал Джибути начал свою работу в феврале 1985 года.
К началу 2000-х годов железная дорога Эфио-Джибути пришла в негодность из-за отсутствия технического обслуживания. В период с 2011 по 2016 год КНР построила железную дорогу со стандартной шириной колеи, чтобы заменить французскую железную дорогу колониальной эпохи. Железная дорога Аддис-Абеба-Джибути заканчивается в близлежащем порту Доралех и восстанавливает железнодорожный доступ Эфиопии к морю.
С 2013 года Управление по портам и свободным зонам Джибути (DPFZA) является правительственным органом, управляющим портом Джибути и другими портами в стране. Организация также курирует национальные свободные зоны, служа связующим звеном между работающими в ней компаниями и другими правительственными учреждениями.

## Развитие
В сентябре 2013 года началось строительство порта в Дамерже и порта Дорале. Порт Дорале уменьшит заторы в порту Джибути, добавив 29 миллионов тонн годовой мощности.